# Museo Estatal de Historia Religiosa de Azerbaiyán
El Museo Estatal de Historia Religiosa de Azerbaiyán se encuentra en Bakú, capital de Azerbaiyán, que destaca los puntos de vista religiosos de las personas primitivas que vivieron en la antigüedad. El museo se unió al Ministerio de Cultura y Turismo de la República de Azerbaiyán en 1993.
En 1967, el Museo Histórico del Ateísmo fue establecido por el Consejo de Ministros de la República Socialista Soviética de Azerbaiyán. El museo fue rebautizado  el 17 de septiembre de 1990 como Museo Estatal de Historia de las Religiones por el decreto número 414 del Gabinete. En junio de 1993, el museo fue trasladado temporalmente al Centro del Museo.

## Colecciones

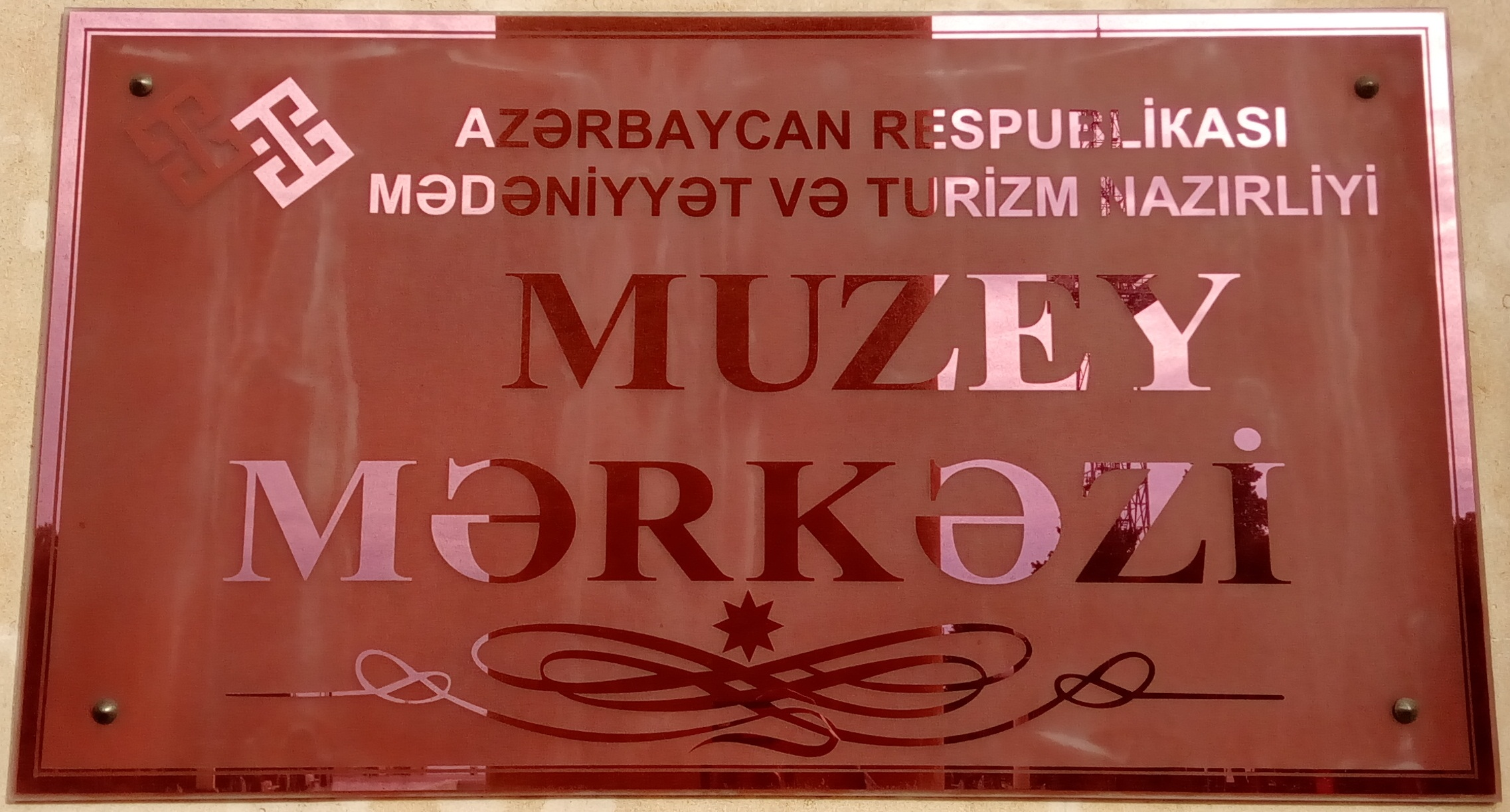
Centro del Museo, donde ha sido trasladado temporalmente el Museo Estatal de Historia Religiosa de Azerbaiyán.

La Fundación Científica del Museo de Historia de las Religiones está formada por obras de arte, muestras de gráficos, esculturas, libros y manuscritos, fotografías, periódicos y revistas, documentos y otros elementos relacionados con el budismo, el judaísmo, el cristianismo y el islam. Hay más de 4 mil obras en los fondos como Colecciones de artefactos budistas, estatuas de Buda decoradas con varias piedras,iconos representados en lienzo, colecciones de exhibiciones judías, instancias del Talmud, colecciones y complejos de exhibiciones cristianas, instancias de la Biblia, muestras de la ropa de los sirvientes de la iglesia. Las obras artísticas escritas sobre temas religiosos, los iconos creados sobre metal y lienzo, las colecciones de artefactos islámicos, los manuscritos del Corán se recogen en diferentes períodos, los derechos de autor, las obras artísticas escritas por artistas azerbaiyanos sobre temas religiosos, varios objetos para realizar ritos religiosos, fotos, periódicos, revistas, etc.